# Pickstock (Belize)
Pickstock – jednomandatowy okręg wyborczy w wyborach do Izby Reprezentantów, niższej izby parlamentu Belize. Obecnym reprezentantem tego okręgu jest polityk Zjednoczonej Partii Demokratycznej Wilfred Elrington, urzędujący minister spraw zagranicznych.
Okręg Pickstock znajduje się dystrykcie Belize, w centrum miasta Belize City.
Utworzony został w roku: 1961.

## Posłowie
| Rok   | Poseł              |  | Partia |
| ----- | ------------------ |  | ------ |
| 1984  | Jane Usher         |  | UDP    |
| 1989  | George Cadle Price |  | PUP    |
| 1993  | George Cadle Price |  | PUP    |
| 1998  | George Cadle Price |  | PUP    |
| 2003  | Godfrey Smith      |  | PUP    |
| 2008. | Wilfred Elrington  |  | UDP    |
| 2012  | Wilfred Elrington  |  | UDP    |